# Крипипаста

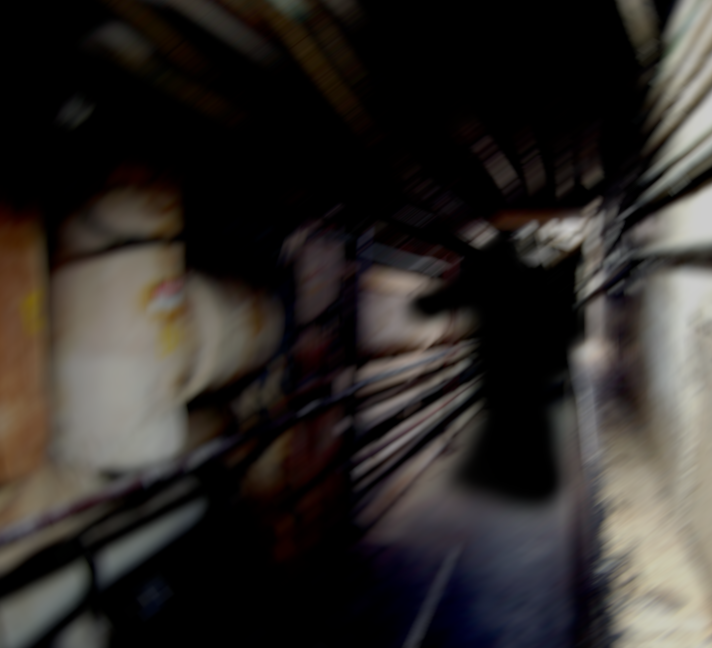
Пугающее лиминальное пространство

Крипипа́ста (от англ. creepy — «жуткий» и разг. англ. copypaste — «копипаста»; крипи) — жанр интернет-фольклора, представляющий собой словесные тексты, цель которых — напугать читателя, от анонимных историй до авторских рассказов, которые наделены общими признаками сетевой литературы ужаса. Заметное явление современной сетевой словесности.
Интернет-сообщество участников и поклонников крипи зародилось в 2006 году на западных сайтах, предназначенных для анонимного общения (имиджбордах). Термином крипи обозначается также другой контент, который можно назвать жутким, включая игры, видеоролики, изображения.
Обычно действие крипи-стори происходит в городских условиях, а паранормальные явления не связаны с традиционным мистицизмом. Интерес читателей вызывают и такие истории, в которых мистический элемент сведён к минимуму, что позволяет сделать повествование близким к реалистическому. Некоторые истории вовсе выдержаны в стилистике сплаттерпанка и вообще не содержат паранормальной составляющей.

## История
Страх с древнейших времен является одним из основных психологических механизмов культуры. В культуре позднейшего времени прослеживается явная тенденция «освобождения от страха». В то же время сущетсвует точка зрения, что нужно не избавляться от страха, а учиться ему. Такие «уроки страха» нашли отражение в поэтике сетевых «страшных историй». С распространением глобальных компьютерных сетей в 1990-е годы возник новый жанр современного фольклора, прообразом которого стали городские легенды. Однако в отличие от городских легенд, передающихся из уст в уста с изменениями, вносимыми каждым новым рассказчиком, «сетевые» истории благодаря письменной форме копировались без изменений. Другой их отличительной чертой стало богатое использование маркеров страха — фраз, сообщающих об испытываемом героями испуге. Одной из первых подобных историй, получившей широкую известность, стала «Пещера Тэда» (англ. «Ted the Caver»), написанная в форме записей в блоге и размещённая в Интернете в 2001 году.
Термины «крипипаста» и «крипи-стори» (англ. creepy stories) получили широкое распространение в 2006 году благодаря англоязычному имиджборду 4chan. Большинство «классических» историй, написанных от лица анонимного автора и позиционирующихся как истории из жизни пользователей имиджбордов, увидели свет в разделе /x/, посвящённом паранормальным явлениям. Треды, посвящённые подобным историям, получили название крипи-тредов (англ. creepy threads). Крипипаста быстро стала одним из самых популярных жанров сетевого фольклора. В крипи-тредах на имиджбордах пользователи делятся разнообразными жуткими историями, якобы произошедшими с ними в жизни.
В Рунете крипипаста получила распространение в 2007—2008 годах. Первым российским источником стали крипи-треды российского имиджборда Двач, где публиковались как переводы зарубежных историй, так и оригинальные истории. В настоящее время крипи-треды существуют как на различных имиджбордах, так и на множестве форумов общей тематики. Для описания актуального пугающего контента русскоязычные пользователи также используют производный термин «крипота». Крипипаста получила популярность на российских ресурсах, отделившись от фольклорной традиции, в которой «страшные» истории бытовали в несказочной прозе и школьном фольклоре.
Несмотря на то что изначально крипи-стори распространялись полностью анонимно, в 2010-е годы как в английском, так и в русском сегменте Интернета появилось немало авторов, использующих постоянный псевдоним, а порой даже не скрывающих своего настоящего имени.
В настоящее время в Интернете существуют отдельные сайты, представляющие собой коллекции крипи-стори. На некоторых из них, помимо образцов сетевого фольклора, можно также найти рассказы современных профессиональных писателей в жанре хоррор и произведения классической литературы, предвосхитившие литературу ужасов. Об актуальности и востребованности данного жанра сетевой словесности свидетельствует регулярное появление новых текстов на соответствующих тематических ресурсах.

## Жанровые особенности
По формам текстопорождения, жанровому генезису и способам коммуникации авторов и реципиентов историй крипи представляют собой явление, пограничное между фольклором и литературой. Тексты, которые подпадают под определение крипи, создаются множеством пользователей Интернета, включая авторов, профессионально не связанных с литературным творчеством.
Определённый набор сюжетных ситуаций, пространственных образов, а также типология персонажей определяют в крипи-историях поэтику страшного. В свою очередь, эта поэтика обусловливает специфику коммуникации автора и читателя. Читатель может оставить комментарий к рассказу или рассказать собственную крипи-историю со сходным сюжетом. Авторы и читатели как будто пытаются превзойти друг друга в «страшности» рассказанных историй. Это соревнование определяет коммуникативный дискурс данного жанра.
Первоначально создателем текста в Интернете может быть один человек
или группа авторов, но оседает и получает развитие в сетевой культуре лишь те тексты, которые важны для всего сообщества или те, что обладают «понятной основой», каковой являются традиционные жанры, такие как пословица, поговорка, частушка, анекдот и др. «Фольклорными» в Сети становятся
тексты, выражающие общие интересы сообщества. Авторское произведение, прошедшее через коллективное сознание начинает разиваться в обществе согласно с законами фольклорных жанров.
Ряд текстов жанра крипи обладает чертами устного повествования, связанными с ориентацией на «страшные» жанры традиционного фольклора, что свидетельствует о неконвенциональности. Взаимодействие пользователей на имиджбордах происходит в анонимном формате, что придаёт сходство с фольклором. Крипи близки целому ряду жанров традиционного фольклора, таким как быличка, бывальщина, легенда. Но если устные нарративы «страшного» фольклора обладают большой вариативностью, то крипи-тексты после публикации в Сети устойчивы и практически не изменяются. В живом устном исполнении слушателем зрительно воспринимаются действия автора или исполнителя, тогда как в процессе бытования сетевого фольклора зрительная составляющая направлена на восприятие текста. Приёмы и способы напугать читателя в сетевых страшных текстах отличаются от тех, которые применяются в устной фольклорной форме.
Крипипаста в качестве жанра сетевой словесности принципиально отлична от традиционного фольклора способом коммуникации между рассказчиком и читательской аудиторией. В стремлении повысить рейтинг своих историй на сайте, определяемый количеством обращений читателей к тексту, числом комментариев и рецензий, автор вынужден включаться в активный процесс литературного общения, взаимного чтения текста, взаимного рецензирования и т. д. Диалогический характер отношений автора и читателя в Сети типологически родственен процессу фольклорного текстопорождения.
Создателями крипи-историй активно используется художественный опыт авторов мирового литературного хоррора, включая готические романы Анны Радклиф и Хораса Уолпола, повести и рассказы Николая Гоголя и Эдгара По, Говарда Лавкрафта и Стивена Кинга.
Отдельным популярным поджанром стали истории, вызывающие, в первую очередь, улыбку, а не ужас. В их числе истории, написанные до смешного плохо либо написанные нарочито плохо с целью троллинга, пародии, рассказы на стыке с юмористическим жанром и т. п. В Рунете для их именования возник термин НПЧДХ — аббревиатура словосочетания «настолько плохо, что даже хорошо». Российские пародийные крипипасты зачастую эксплуатируют штампы страшилок из детского фольклора второй половины XX века. В англоязычном сегменте распространена «советская (российская) крипипаста», пародирующая одновременно классические сюжеты крипипаст и «клюкву» — утрированные стереотипы о российской культуре.

## Сюжетные ситуации
Выделяется несколько типичных сюжетных ситуаций:
- Герой (рассказчик) встречает нематериальное, бесплотное сверхъестественное существо — дух, привидение и т. п.
  - Существо только пугает героя, не нанося ему серьёзного вреда. Часто такие истории представлены как странный до жути случай из реальной жизни.
  - Несмотря на нематериальность, существо опасно, наносит вред герою или даже убивает его.
- Герой или рассказчик встречает сверхъестественное, но материальное существо — вампира, мутанта, живого мертвеца и др. Существо также может быть безвредным и просто напугать человека, а может вредить или убить самого рассказчика или кого-то из его друзей или близких.
- Истории с условным названием «Что это было?». С героем происходит что-то непонятное, неестественное, настолько сюрреалистическое, что это событие невозможно отнести к какой-либо из конкретных категорий
- Герой странным образом попадает в иной мир — в прошлое, будущее, параллельную реальность или что-то другое.
- «Реальные» истории о событиях, без участия сверхъестественных сил. Обычно в таких рассказах фигурируют убийцы, маньяки, неизвестные болезни, странные эксперименты и т. д. Нередко такие истории перекликаются с городскими легендами и bogus warnings, или письмами несчастья — анонимными сообщениями с предупреждением о якобы имеющей место опасности.
- Истории о смертельных файлах, способных нанести человеку физический вред — видео, якобы влияющих на психику и заставляющих совершать безумные действия, или, к примеру, файлы, запуск которых способен призвать сверхъестественные силы, наносящие вред запустившему файл человеку или убивающие его.
- Истории об опасных предметах, которые могут нанести человеку вред или убить его — статуэтки, зеркала и т. д. Эти рассказы перекликаются с детскими «страшилками».
- Истории-проклятия, якобы навлекающие опасность на прочитавших, при этом избавляя от этой опасности автора истории. Часто такие истории сопровождает файл, например, фотография, несущий проклятие.
- Истории с условным названием «Обернись» — урбанистические страшилки для тех, кто читает за компьютером. Призваны напугать читателя, заставить его увидеть в обычной домашней обстановке нечто пугающее.
- Истории о странных субъектах, к числу которых относятся сумасшедшие, медиумы или те, кто, возможно, не является человеком, а лишь выглядит таковым.
- Футуристические истории, о страшных технологиях будущего, вторжении инопланетян, загадочном конце света и т. д.
- Истории-предсказания, в которых рассказчик сталкнулся с неким предупреждением о грядущих событиях своей жизни, чьей-то смерти.
- Мало распространенный тип — истории-переписки, выдержки из переписок по электронной почте, в социальных сетях, которые повествуют о страшных событиях.
- Истории с неожиданной концовкой.
  - В конце происходит нечто неожиданно страшное.
  - В конце выясняется, что всё жуткое в рассказе было «ложной тревогой».
- Пародии, «анекдоты», высмеивающие наиболее популярные сюжеты крипи.

## Место действия
Крипи-истории происходят преимущественно в урбанизированном пространстве. Если традиционные страшные байки рассказывали, как правило, в темноте, нередко у костра, а их действие чаще всего локализовыволсь в глухих природных местах (лесные чащи, болота, овраги и др.), то читатель крипи обычно находится дома, в городской квартире. Идеальной обстановкой для чтения крипи-историй считается ночное время, когда реципиент находится дома один в темноте — таким читателям адресован тип крипи-историй, обобщенно называемый «Не оборачивайся!». Местом действия выступают знакомые читателю реальные городские места.
Выбор места, в котором происходят события крипи-истории — один из наиболее эффективных способов испугать читателя. В поэтике классической литературы хоррора выбор места действия обычно обусловлен стремлением поместить и без того напуганного человека в какое-либо небольшое пространство. То же справедливо и для подавляющего большинства текстов в жанре крипи, действие которых происходит в замкнутом пространстве, таком как квартира, подвал, в других замкнутых помещениях. Часто именно это ограниченное пространство становится основным фактором, который вызывает у читателя страх. Малое замкнутое пространство человек воспринимает как опасное, невозможность
выйти из него вызывает чувства страха и обречённости. Хотя действие большинства крипи-историй происходит в привычной читателю обстановке, но в этой обстановке или с самой обстановкой могут происходить самые разнообразные пугающие необъяснимые метаморфозы.
Коммуникативная роль пространства в текстах крипи заключается в намерении погрузить читателя в ситуацию саспенса — психологического состояния, которое связанно с неотвратимой, но неопределённой угрозой, мучительной неизвестностью сущности, масштабов и формы опасности. Наглядное, неотвратимое, буквальное изображение ужасного по своему воздействию не может сравниться с воображаемым или подразумеваемым. Размеры пространств варьируются от небольшой комнаты в подвале до целого зловещего города, но важным является ощущение замкнутости и ограниченности. Даже в тех случаях, герой способен перемещаться, его продолжает преследовать нечто пугающее. Опасность заколочена в самом окружающем пространстве, герой не имеет возможности убежать или спрятаться.
В отличие от традиционных «страшных» нарративов, крипи не обладает чётко выраженной оппозицией между «своим» и «чужим» пространством. Автор может помещать зло в привычную обстановку, часто его навлекают на себя сами действующие лица. Характерные для классической литературы хоррора пространства «страшного», такие как тёмные подземелья, в крипи нередко трансформируются в тоннели метро или подвалы зданий, а руины замков — в заброшенные строения. Представлены места действия, которые современный читатель хорошо представляет, но наделены качествами «чужого» опасного пространства. Этому пространству может придаваться
«неестественный» характер. «Чужое» в буквальном смысле пространство в крипи-историях составляет отдельную «туристическую» категорию: страшные события происходят с человеком, который уехал в незнакомую местность, например, другую страну, где по незнанию он сталкивается с чем-то жутким. В то же время не теряют актуальности и традиционно «враждебные» пространства, например, лес.
Новая пространственная модель «страшного» в поэтике сетевой словесности — сам Интернет, где обитает сверхъестественное зло,
которое получает связь с героем и проникает в реальный мир, каким-либо образом нанося человеку вред. Сеть наделяется свойствами «чужого»,
враждебного пространства, изображается неконтролируемым источником зла.

## Персонажи
Для создания атмосферы страха важен и выбор главного действующего лица. Существует определённая связь между характерами персонажей и обстоятельствами, в которые их помещает автор. Чаще всего основным действующим лицом выступает жертва пугающих обстоятельств, нередко
мистического толка. Это объясняется основной целью текстов крипи — напугать читателя, вызвать
у него психологический дискомфорт. С наибольшей вероятностью читатель будет отождествлять себя именно с главным героем. Не всегда персонажами крипи являются хо-
рошие люди, которым читатель стремится сопереживать: главным героем может являться негодяй
(в этом случае ведущим часто становится мотив отмщения) или какой-либо неприятный человек. В таких случаях пугающий эффект достигается другими средствами.
Новации в изображении героев выражены в нескольких нарративных приёмах, связанных с образом рассказчика, один из которых — перераспределение ролей между жертвой и мистическим существом. Например, существо считает опасным монстром девочку, которая живёт в комнате за дверью, и повествование ведётся от лица этого
существа. Действительное приложение вещей раскрывается в финале. Другой один тип повествования — рассказы от лица второстепенных персонажей, например, тех, кто боится жуткого существа и потому отказывается помочь его жертвам. Один из популярных сюжетных мотивов крипи — метаморфоза главного героя, который
становится опасным чудовищем. Мотив имеет истоки в богатой фольклорной и литературной традиции: ср. превращения нечистой силы в фольклоре, героев Мэри Шелли, Николая Гоголя, Франца Кафки и др.
Наиболее распространённым является следующий тип героя крипипаст: молодой горожанин, часто небогатый и одинокий, у которого мало друзей и пары или их нет вовсе, а семья осталась далеко; обычно он живёт на съёмной квартире и довольно замкнут.
Предположительно, такой образ связан с представлениями о посетителе имиджборда, где и зародились крипи-истории. Этот герой предрасположен к связи с паранормальным. Ввиду его одиночества, ему легче заметить странности в своём жилище или каком-то другом месте. Некоторые из них могут сами искать встречи со сверхъестественным. Столкнувшись с чем-то странным, такие персонажи пытаются исследовать явление, стремятся установить с ним контакт, а не бежать. Иногда им помогают друзья. Нередко они не осознают всей опасности, с которой они сталкиваются из-за своего любопытства.
Среди героев крипи часто встречаются дети. Чаще всего представлен образ маленькой девочки, который восходит к поэтике постфольклорного жанра детских страшилок. Характерной для таких рассказов является сюжетно-
композиционная схема, которая присуща фольклорным и литературным детским страшилкам. Такие тексты считаются классикой крипи-историй, 
хотя уже не могут пугать по-настоящему повзрослевших читателей.
Нередко рассказы с ребёнком в качестве действующего лица подаются как детские воспоминания. При этом рассказчик утверждает, что не вполне уверен, точно ли он помнит события многолетней давности, в повествовании размывается грань между реальностью и сном.
Если взрослый персонаж способен, хотя и не всегда, противостоять злой силе, то ребенок в значительном количестве сюжетов беспомощен, часто остаётся со сверхъестественным явлением один на один. Он не пытается рассказать о происходящем кому-либо из взрослых, поскольку те им заведомо не поверят. По этой причине повествование обретает особую тревожность, «саспенс». Хотя читателям легче ассоциировать себя со взрослым персонажем, но ребёнок кажется им более уязвимым, из-за чего в рассказе увеличивается напряжение.
В крипи-историях сверхъестественная опасность может угрожать любому персонажу – как искателю острых ощущений, так и рядовому обывателю. Некоторые рассказы «записываются с чужих слов» со ссылкой на некоторого свидетеля. Эти истории повествуют о событиях прошлого, которые случились с родственником и знакомым рассказчика, живущим в деревне, небольшом провинциальном городке, других отдалённых местах. Этим данные крипи-истории напоминают былички и бывальщины.
Некоторые популярные персонажи:

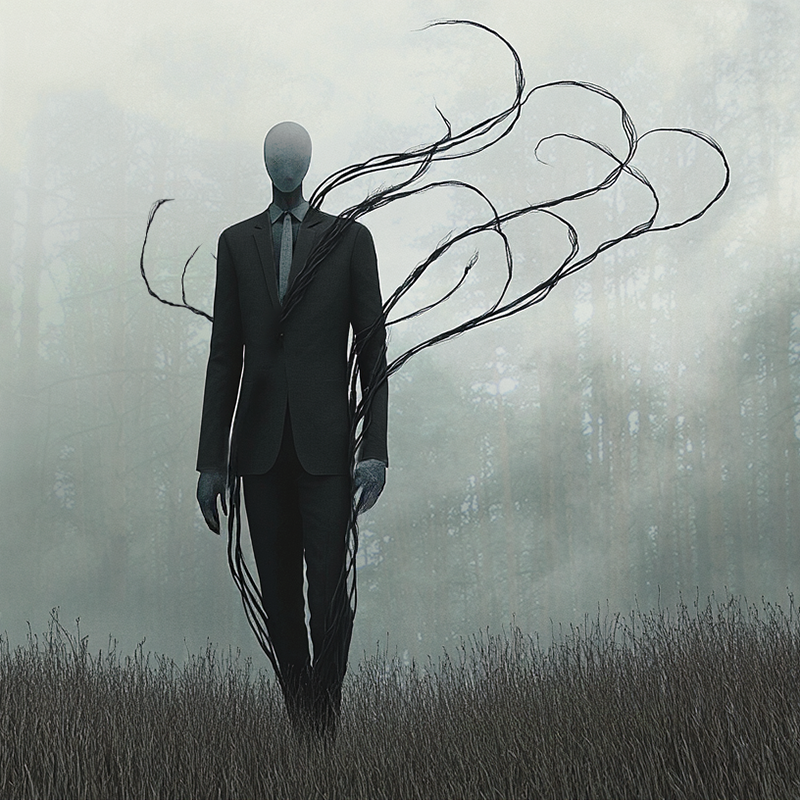
Слендермен (фан-арт)

- Слендермен (англ. Slender Man — «Тощий человек») — наиболее известный персонаж, выдуманный в 2009 году в подражание персонажам городских легенд и ставший персонажем множества фильмов и видеоигр[2][27].
- Убийца Джефф[28][29] (Джефф-убийца[27]; англ. Jeff the Killer) — несовершеннолетний серийный убийца с изуродованным лицом, сопровождающий совершаемые убийства фразой «Засыпай» (англ. Go to sleep; в другом переводе — «Иди спать»)[28][30].
- Рейк (англ. The Rake — «Грабли») — антропоморфный монстр, якобы обитающий на северо-востоке США и нападающий на людей[28].
- Бен-Утопленник (англ. Ben Drowned) в The Legend of Zelda: Majora’s Mask, Хиробрин (англ. Herobrine) в Minecraft и другие вредоносные персонажи видеоигр, способные причинять ущерб игрокам в реальной жизни[27][31].
- Смеющийся Джек (англ. Laughing Jack) — сущность в виде чёрно-белого клоуна, который втирается в доверие к детям в качестве воображаемого друга, а затем жестоко убивает[32].

## Часто встречающиеся «явления»
- Аномальные видеоигры: инди-игра «Театр» (англ. The Theater)[8], NES Godzilla — пиратская версия NES-игры Godzilla: Monster of Monsters[англ.][33], Sonic.exe — взломанная ПК-версия 16-битной игры Sonic the Hedgehog 1991 года[34], Toonstruck 2 — реально существующее невышедшее продолжение квеста Toonstruck[англ.][35], мод Jvk1166z.esp игры The Elder Scrolls III: Morrowind, локация «Лавандовый городок» (англ. Lavender Town) в Pokémon Red and Green[31], игра Killswitch от вымышленной компании Karvina Corporation[36], вымышленная игра Petscop[англ.] для Sony PlayStation от несуществующей компании Garalina[37][38] и т. д.
- Телеканалы и веб-сайты, содержащие снафф-видео: Caledon Local 21, «Куда попадают плохие дети», «Нормальное порно для нормальных людей», стримы «Красная комната» в даркнете и т. д.[28][39]
- «Потерянные эпизоды» (англ. lost episode) — утраченные либо изъятые из общего доступа изображения, аудио- и видеоматериалы или приложения, в которых содержатся аномальные или чрезвычайно страшные материалы: телепередача «Бухта Кэндл» (англ. Candle Cove), неизданный эпизод «Суицид Сквидварда» (англ. Squidward's Suicide) мультсериала «Губка Боб Квадратные Штаны», неизданный мультфильм студии Диснея «Suicide Mouse» о Микки-Маусе, видеоролики «Грифтер» (англ. Grifter) и «Mereana Mordegard Glesgorv», смертельно опасное изображение Smile.jpg, приложение BarelyBreathing.exe и т. д.[27][28].
  - Близкая группа — реально существующие файлы, которым приписывается аномальная активность или мистическая подоплёка, главным образом изображения[27] и видеоролики[40][41][42]. Широкую известность получило видео The Wyoming Incident — якобы имевший место взлом телесети американского штата Вайоминг с демонстрацией видео, содержащего изображения вращающихся человеческих голов и странные надписи[43].
- Аналоговый хоррор — поджанр ужасов, является ответвлением жанра «потерянная плёнка». Представляет из себя видеоролики, сделанные в стиле записей с VHS-кассет и содержащие мистические, псевдодокументальные и пугающие материалы. Примеры: «Каталог Манделы», Local 58, Gemini Home Entertainment, «Магнитошахтинская область», «Центросибирские хроники», «Страна грибов», «Мифы монументов» и т. д.[1][7]
- «Не оборачивайся» — истории, в которых присутствует эффект «разрушения четвёртой стены». Например, рассказчик внезапно сообщает читателю, что тот ни в коем случае не должен оборачиваться в данный момент, иначе произойдёт нечто непоправимое[27].
- Zalgo — текст в Юникоде, написанный с обилием комбинируемых символов и выглядящий как результат некой программной ошибки. Благодаря нагромождению дополнительных символов друг на друга и на основной текст результат приобретает трудночитаемый и пугающий вид[44]. Zalgo ассоциируется с хаосом, разрушением и безысходностью, а тексты могут сопровождаться изображениями людей с текущей из глазниц кровью[45].

## Адаптации
Легенда о Слендермене положила начало полноценной вымышленной вселенной, которую описывают веб-сериал «Мраморные шершни», полнометражные фильмы («Слендер», 2015; «Слендермен», 2018), компьютерные игры, а также различный любительский контент, создаваемый фанатами.
В 2014 году вышел спродюсированный Тимуром Бекмамбетовым фильм «Убрать из друзей», чей сюжет был основан на крипипасте «Моя девушка умерла. И она продолжает писать мне в фейсбуке».
В 2016 году состоялась премьера телесериала «Нулевой канал», первые два сезона которого основаны на популярных крипипастах «Бухта Кэндл» и «Дом без конца».
В 2017 году вышел короткометражный фильм «The Rake».
Известно несколько адаптаций истории «Русский эксперимент со сном» (англ. Russian Sleep Experiment) — крипипасте об эксперименте с депривацией сна, поставленного советскими учёными над группой заключённых и окончившегося ужасными последствиями.

## Родственные сеттинги
Жанр крипипасты оказал влияние на некоторые современные сеттинги коллективного сетевого творчества:
- SCP Foundation — вымышленная организация, несущая ответственность за содержание аномальных предметов, существ, мест, явлений и прочих объектов.
- «Хранители» (англ. The Holders) — сборник инструкций по поиску неких Хранителей определённых магических Объектов и прохождению испытаний, необходимых для получения Объекта. Большинство инструкций начинается со слов «В любом городе любой страны отправляйся в любую психиатрическую лечебницу или любой реабилитационный центр» (англ. In any city, in any country, go to any mental institution or halfway house). Дорога к Хранителю и прохождение испытания непременно сопряжены со смертельным риском для искателя (реже — со страшными муками, безумием или вечному скитанию в параллельном измерении или пустоте). При этом также известно, что Объекты ни в коем случае не должны быть собраны вместе[52].

## Крипипаста как фэндом

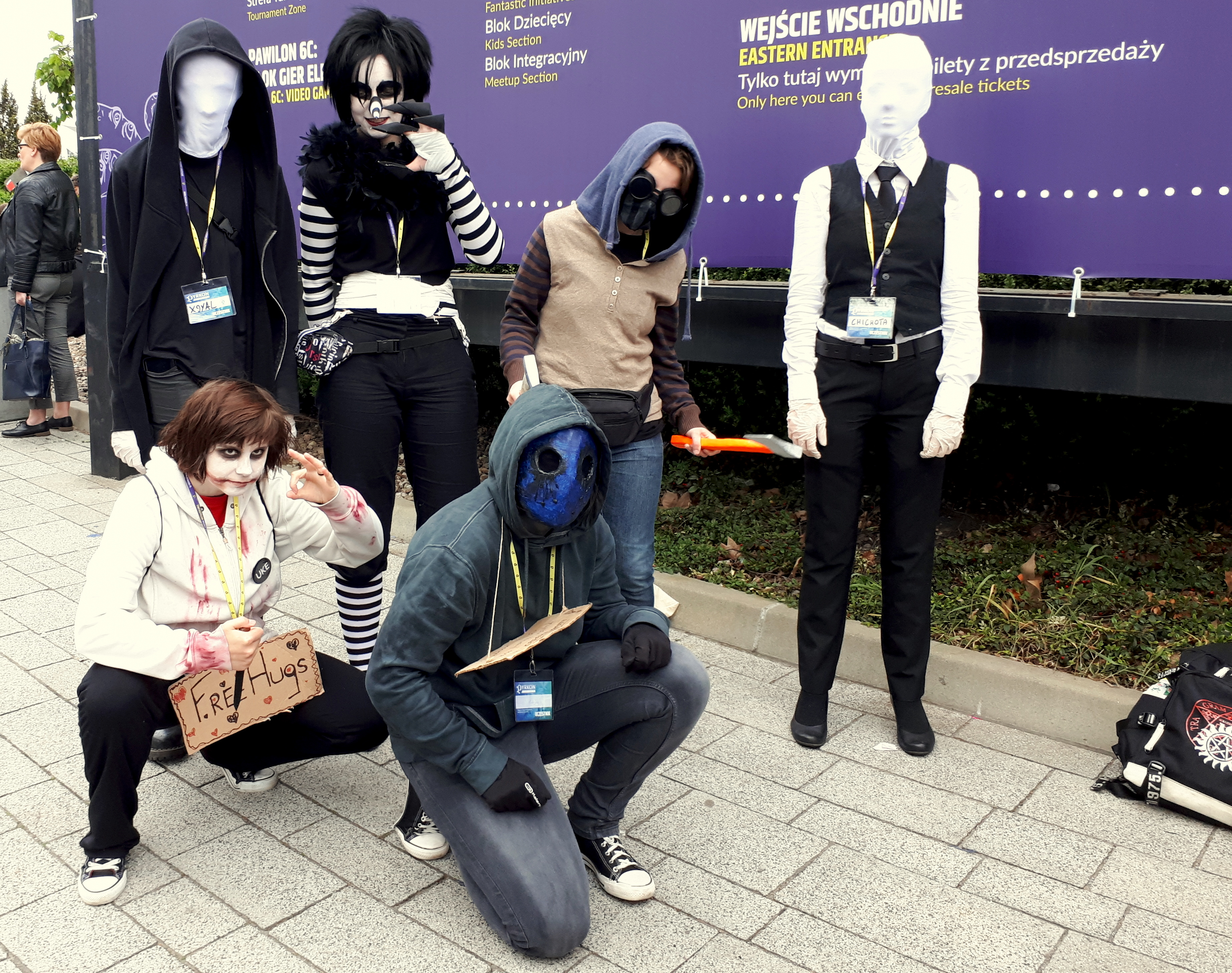
Косплей персонажей крипипаст на конвенте Pyrkon (Познань, Польша)

В начале 2010-х годов стали активно распространяться вторичные по отношению к оригинальным крипипастам вариации — дополнения, сиквелы, приквелы, переработки и т. п. На этом фоне в Интернете возник фэндом, связанный с человеческими и антропоморфными персонажами крипипаст. Благодаря ему возникло специфическое толкование термина «крипипаста», означающее именно подобных персонажей, а не породивший их жанр интернет-фольклора. В его рамках создано большое количество фан-арта, в том числе фанфиков. Наиболее популярными героями стали Джефф и Слендермен. Однако данный фэндом снискал себе дурную славу прибежища психически неуравновешенных людей и считается «токсичным» как в западных странах, так и в России.
Негативное отношение как к фэндому, так и к термину «крипипаста» также подогревают публикации в СМИ, в которых крипипаста упоминается в одном ряду с «группами смерти» и игрой «Синий кит». При этом публикации могут содержать грубые фактологические ошибки: например, крипипаста может быть названа разновидностью аниме.

### Инциденты
- 31 мая 2014 года две 12-летние школьницы из американского штата Висконсин совершили покушение на убийство своей подруги, объяснив свои действия желанием стать последователями Слендермена (см. Дело Слендермена)[58].
- В 2015 году 12-летняя девочка из штата Индиана нанесла смертельную рану своей приёмной матери. По её словам, расправиться с женщиной ей велел персонаж крипипасты по имени Смеющийся Джек[32].
- 31 октября 2016 года в Новосибирске двое 16-летних молодых людей, один из которых размещал в социальных сетях материалы, посвящённые убийце Джеффу, ворвались в квартиру своей 13-летней знакомой и попытались расправиться с членами её семьи[29]. В дальнейшем оба нападавших были приговорены к различным срокам лишения свободы[59]. При обсуждении инцидента на телепередаче «Прямой эфир» на канале «Россия 1» в случившемся обвиняли в том числе «мультфильмы про смерть», которые участники телепередачи отнесли именно к японской анимации[60].